# Lacroixita
La lacroixita es un mineral del grupo de los fosfatos, fluorofosfato de aluminio y sodio, perteneciente al grupo de la ambligonita. Fue descubierta en ejemplares procedentes de  Greifenstein , Ehrenfriedersdorf, Erzgebirgskreis, Sajonia (Alemania), que consecuentemente es su localidad tipo. El nombre es un homenaje a Antoine François Alfred Lacroix (1863-1948), geólogo y mineralogista francés.

## Propiedades físicas y químicas
La lacroixita aparece generalmente asociado íntimamente con otros fosfatos, especialmente la viitaniemiita, hasta el punto de que algunas de sus propiedades se atribuyeron inicialmente de forma intercambiada entre ellos, y debió ser redefinida posteriormente, utilizando para establecer la fórmula correcta su relación cristalográfica con la durangita. Es incolora, blanca o grisácea, aunque puede estar coloreada por impurezas. La distinción con otros fosfatos de aluminio solamente puede realizarse mediante técnicas instrumentales.

## Yacimientos
Este mineral se encuentra asociado a otros fosfatos en pegmatitas graníticas con litio. Aunque pasa habitulamente desapercibido, parece estar distribuido ampliamente, como masas intercrecidas con otros fosfatos, especialmente viitaniemiita, ambligonita y montebrasita. Además de en la localidad tipo, se ha encontrado en varios yacimientos de Ruanda, como la pegmatita de Rusororo, en Gatumba,  distrito de Ngororero.